# KT88

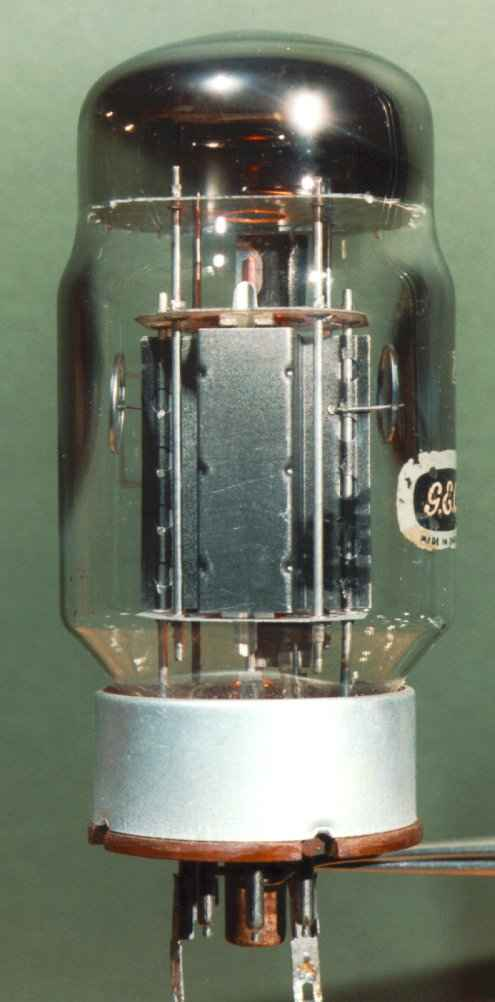
KT88 mit der Bezeichnung G.E.C. hergestellt von GEC/MOV in U.K.

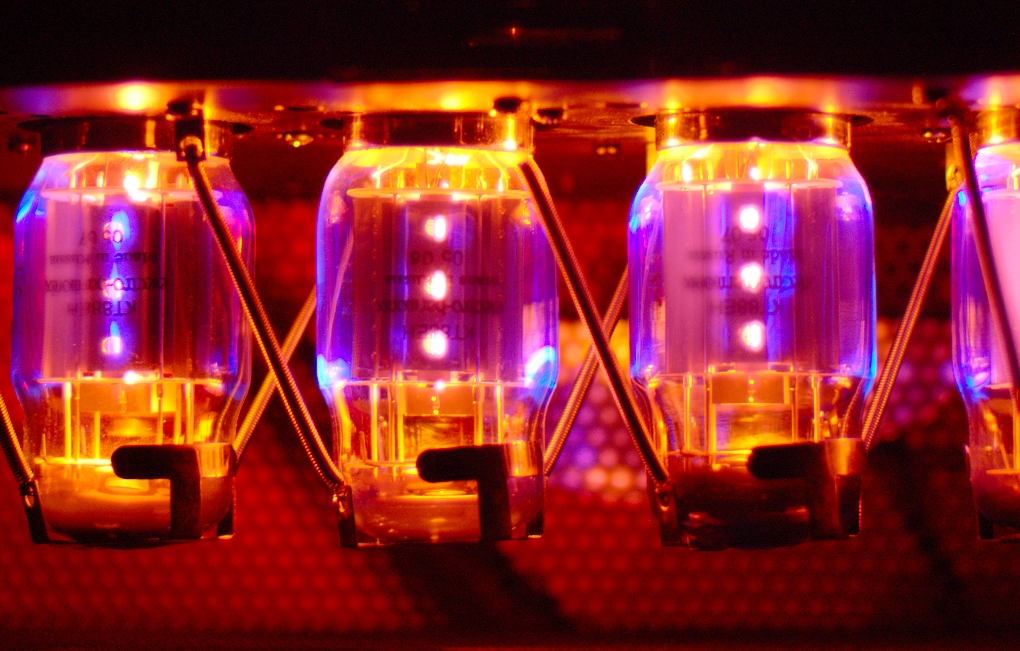
Vier KT88 installiert und unter Betriebsspannung.

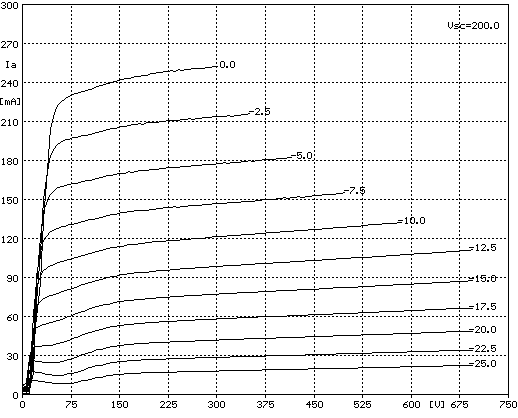
Anodenstromkennlinie

Die KT88 ist eine Elektronenröhre in der Ausführung als Strahlpentode oder Beam-Power-Tetrode (Oktalsockel) mit ca. 19 W Ausgangsleistung (Po) und einer maximalen Anodenverlustleistung von 42 W. Die Röhre wird nur noch selten in Verstärkern für E-Gitarren verwendet. 
Einige der wenigen Verstärker, die bereits bei der Herstellung mit KT88-Röhren bestückt werden, sind der RENNSAU Amplification RX-50 und RX-100 sowie der Marshall JCM800 „Kerry King“ Signature Head (2203KK). Bei Röhrenverstärkern für E-Bässe oder HiFi-Röhrenverstärkern ist die KT88 jedoch noch häufiger im Einsatz. Die Kontaktbelegung ist identisch mit der einer 6L6.
Die KT88 wurde 1956 erstmals von General Electric Company (G.E.C.) als eine größere Variante der KT66 vorgestellt. Lizenzfertigungen wurden von Marconi Osram, IEC/Mullard und durch die Firma Genalex als Gold Lion auf den Markt gebracht. Heute wird die Röhre vom chinesischen Unternehmen Shuguang, JJ Electronics (ehemals Tesla) und JSC Svetlana hergestellt.